# Caserío Etxebarri
El Caserío Etxebarri de Llodio (Álava, España) se localiza en el barrio Larra o San Bartolomé y forma parte de un grupo de casas con un claro ascendente rural todas ellas. Todas las casas del grupo responden genéricamente al nombre de Etxeberri, siendo la identificada como n.º 3, la casa que tratamos de describir.

## Localización
Se levanta esta casa en la ladera norte del monte Arraño, dominando la zona baja del Valle por el que transita el río Nervión, y muy próxima al nuevo trazado de la variante de circunvalación de Llodio que ha dividido el barrio de Larra, arriba y debajo de la variante. La orientación de la fachada principal es al este o saliente del sol.

## Descripción
Tipológicamente, la construcción pertenece al grupo de caseríos con fachada plana sin portalón, con postes enterizos, doble vivienda, un corto desarrollo en altura y caballete perpendicular a la fachada principal desarrollando un moderado vuelo sostenido por jabalcones. La adscripción cronológica en conjunto puede establecerse en la segunda mitad del siglo XVII, con detalles constructivos y formales que pueden responder a sistemas de la primera mitad de esa misma centuria. No obstante, también presenta novedades constructivas y aportaciones de materiales y despieces más tardíos.
Se trata de una construcción aislada, levantada en ladera, con una compacta planta rectangular de 16,70 metros de fachada por 12,60 metros de fondo. En alzado, presenta una altura de dos plantas –baja y primera- más una entrecubierta ocupando esta última la crujía central que se presenta totalmente abierta al frente. El tejado se arma a dos aguas con el caballete perpendicular a la fachada principal más un faldón (mirabustán) orientado a la trasera y ocupando la crujía central. El tejado en la fachada principal vuela moderadamente sosteniéndose con ayuda de tornapuntas.
Presenta al frente una doble escalera de acceso a la planta principal, evidenciando el carácter bifamiliar del caserío. Hecho este, que nos recuerda la división o modulación en dos mitades experimentada por el caserío buscando un mayor aprovechamiento y rendimiento de las explotaciones agropecuarias.
El desnivel en que se levanta el caserío obliga a erigir en toda la longitud de los alzados laterales y del trasero un murete o zócalo de nivelación (cimentación vista) sobre los que levantar los correspondientes muros de cerramiento que van aparejados en mampostería con piezas de mayor tamaño y más regularizadas a modo de sillares en los esquinales. La fachada principal presenta una fábrica mixta, con mampostería para el piso bajo, y entramado de madera relleno de material más ligero, todo ello encalado, para los pisos altos. Tres robustos postes de madera que alcanzan el tejado, con los extremos naciendo a media altura del piso bajo y el central a partir del suelo del piso vivienda, definen la crujía central de la fachada principal.
La doble escalera de acceso a las viviendas formalizan sendas mesetas abalconadas desde las que se accede al interior de las mismas. Cuatro ventanas, una a cada lado de los respectivos accesos completan los vanos abiertos en la planta principal. El desván se presenta al frente totalmente abierto. A la planta baja o cuadras se ingresa a través de dos sencillos portones. El reparto, tamaño y ejecución de vanos en el resto de los alzados -laterales y posterior- es aleatorio, sobresaliendo en todos ellos su manifiesta cercanía a la línea del tejado.
La división o distribución espacial de ambas viviendas es similar llevando en primer término una sala-recibidor desde la que se accede a la cocina y a un corto pasillo donde se encuentran las puertas de entrada al aseo, habitaciones y escalera de acceso al desván.

### Sistema estructural interior
El edificio presenta un esqueleto estructural de elementos verticales con dos líneas de postes de madera definiendo tres crujías perpendiculares a las fachadas anterior y posterior, con la central más ancha y subdividida en dos mitades por dos postes centrados. Los postes vinculados a los muros perimetrales del este y del norte se encuentran embutidos en estos. El resto, apoyados sobre basas de piedra, recientemente reforzadas con cemento, son en una pieza hasta alcanzar el tejado. La equilibrada distribución de los postes conforma pórticos con luces entre los 3,50 y 4 metros. La trabazón entre las piezas verticales y horizontales en los distintos nudos del esqueleto, emplea el sistema de caja y espiga con llave. La existencia de contramarcas en distintas piezas en torno a los nudos facilitan el montaje de estas. También, apreciamos la existencia de ensambles con cajas laterales con formas "en golondrina" que hablan de técnicas de ensamblaje más antiguas al de caja y espiga con llave. La deformación de determinados elementos ha ocasionado la incorporación de algunas piezas auxiliares de distinta índole que aseguren la estabilidad y resistencia del sistema estructural.
El sistema o solución utilizada en el armazón del tejado para el amarre entre los cabios y las correas es muy interesante, al conservarse los clavos o llaves de madera que clavados sobre los cabios llevan las cabezas muy pronunciadas ejerciendo tope sobre las correas de delimitación de las crujías, evitando de esa manera el deslizamiento de aquellos y, en consecuencia, afirmando todo el armazón. El caballete o gallur se consolida con tornapuntas que ensamblan en cajas laterales cosidas con clavos de madera. El piso del desván enseña tablazón de madera labrado con azuela y cosido con clavos de hierro.

## Bien Cultural con categoría de Monumento
Su singularidad radica en que este caserío es de los pocos ejemplos de arquitectura civil de la zona con fachadas pinceladas en el siglo XVI, Hasta la fecha únicamente se conocen otros dos casos: el caserío de Ibarrola, en el barrio de Ibarra en Izoria, y el caserío de Izaga, en Okondo. Hay otro caso de arquitectura civil con pinceladura, el palacio Lazarraga en Zalduendo de Álava. Estas pinturas, además de aportar peculiaridad al edificio, permitieron datar la construcción del caserío Etxebarri.
Pertenece al Ayuntamiento de Lloido y desde 2011 es Bien Cultural, con la categoría de Monumento en el Inventario General del Patrimonio Cultural Vasco, poniendo el foco en las decoraciones de la fachada.
En el año 2020, a punto de ser declarado en ruina, se incluyó en la lista roja de Hispania Nostra. En 2023 se realizaron labores de rehabilitación con financiación municipal y de la Diputación Foral de Álava.